# 나카무라 유시카
나카무라 유시카(일본어: 中村 ゆしか, 1992년 8월 21일 ~ )는 일본의 여자 축구 선수이다.

## 구단 경력
나데시코 리그, WE리그의 스피다 세타가야 FC, AS 엘펜 사이타마, AC 나가노 파르세이루에서 활동했다.

## 국가대표팀 경력
그녀는 2012년 FIFA U-20 여자 월드컵에 참가할 일본 U-20 국가대표팀에 발탁되었으며, 5경기에 출전, 3위에 기여했다.